# Librizzi
Librizzi là một đô thị ở tỉnh Messina trong vùng Sicilia của Italia, có vị trí cách khoảng 140 km về phía đông của Palermo và vào khoảng 50 km về phía tây của Messina. Tại thời điểm ngày 31 tháng 12 năm 2004, đô thị này có dân số 1.888 người và diện tích là 23,4 km².
Đô thị Librizzi có các frazioni (các đơn vị cấp dưới, chủ yếu là các làng) Colla Maffone, Murmari, và Nasidi.
Librizzi giáp các đô thị: Montagnareale, Montalbano Elicona, Patti, San Piero Patti, Sant'Angelo di Brolo.